# 안기라스
안기라스는 [[고지라 시리즈]]의 괴수이다. 전체적 모습은 안킬로사우루스를 연상시키며, 등에 뿔이 뒤덮여 있고 코 위에도 뿔이 한 개 나있다.

## 특징
4족 보행을 하며 등의 뿔과 꼬리로 공격한다. 몸을 동그랗게 만들어 굴러 다닐수도 있다. 고질라에게 우호적인 괴수로 등장하는 경우가 많다.

## 작중 행적
1955 고지라 영화에서 처음 등장하고, 최초의 고질라 영화에서 고질라가 아닌 사이드 괴수로 등장. 고지라와 함께 유일한 흑백 영화의 괴수이다. 처음 등장하고 나서 그 후로도 장기적으로 등장하다가 현재 몬스터버스 영화에서는 자취를 감추었다. 고질라 싱귤러 포인트에도 등장한다.